# Saverio Leotta
Saverio Leotta (Catanzaro, 31 luglio 1934 – Catanzaro, 9 febbraio 2020) è stato un allenatore di calcio e calciatore italiano, di ruolo attaccante.

## Carriera

### Giocatore
Giocava solitamente come centravanti o ala, venendo impiegato saltuariamente anche come centrocampista.

### Allenatore
Ex giocatore del Catanzaro in IV Serie, Leotta fu a lungo allenatore in seconda del club. La sua prima esperienza alla guida della prima squadra giallo-rossa la ebbe durante la Serie B 1972-1973 allorché fu chiamato, alla 26ª giornata, a sostituire Renato Lucchi. Leotta concluse il torneo sulla panchina catanzarese, ottenendo un ottavo posto finale. Tornò poi a ricoprire l'incarico di vice fino alla stagione 1979-1980, in Serie A: in tale annata fu nuovamente scelto dalla dirigenza del club per portare a termine il campionato in luogo di Carlo Mazzone: il Catanzaro evitò la retrocessione, chiudendo al 12º posto. La stessa situazione si ripeté nel 1982-1983: questa volta, Leotta prese il comando della squadra l'11 gennaio, subentrando a Bruno Pace. Dalla 16ª alla 30ª giornata sedette sulla panchina della formazione calabrese, che giunse all'ultimo posto con 13 punti in 30 gare (di questi, 4 furono ottenuti da Leotta). Rimase poi nell'organigramma della società, come vice: allenò la prima squadra anche per un breve periodo durante la Serie C2 1994-1995.

## Palmarès

### Club

#### Competizioni nazionali
- Scudetto Dilettanti: 1

Catanzaro: 1952-1953